# Rainier d'Osnabrück
|  | Per a altres significats, vegeu «Rainier». |

Rainier d'Osnabrück o Rainerius Inclusus ("Tancat") (Groningen, Països Baixos, segona meitat del s. XII - Osnabrück, Baixa Saxònia, 1237) fou un anacoreta que va viure retirat fent penitència. És venerat com a beat per l'Església catòlica.

## Biografia
Rainier, nascut a Groningen, vivia a Osnabrück i, tot i tenir una vida cristiana i honrada, portat per l'afany d'ésser millor, va destacar per fer tota mena de penitències i mortificacions. Així, cap al 1210 va recloure's i va viure durant 22 anys tancat voluntàriament en una cel·la vora la catedral d'Osnabrück, des de la que es podia veure l'altar major del temple. A més vestia una cota de malla carregada amb cadenes, directament sobre la pell, per tal que li produís major dolor, i es flagel·lava fins a sagnar. Amb aquesta mortificació volia apropar-se a Crist i quan algú li retreia el patiment innecessari, ell contestava: "Com Jesucrist nostre Senyor va patir en totes les seves extremitats per mi, jo desitjo, per amor a Ell, patir en tots els meus membres".
Els dimarts, dijous i diumenges feia dejuni i només menjava pa i productes vegetals; els dilluns, dimecres i dissabtes, pa i cervesa, i els divendres, només pa i aigua. Resava cada dia el salteri i altres pregàries per vius i morts. Guardava el silenci llevat dels dies de festa, que parlava per predicar i edificar la gent que el visitava; així i tot, es ficava una pedra a la boca per evitar dir paraules vanes, i es comunicava amb senyals. Hi morí en 1237.